# Binjamina
Binjamina (hebr.: תחנת הרכבת בנימינה) – stacja kolejowa w Binjamina-Giwat Ada, w Izraelu. Jest obsługiwana przez Rakewet Jisra’el.

Stacja znajduje się w południowo-wschodniej części miasta Binjamina-Giwat Ada. Dworzec jest przystosowany dla osób niepełnosprawnych.

## Połączenia
Pociągi z Binjamina-Giwat Ada jadą do Hajfy, Naharijji, Tel Awiwu, Lod, Modi’in, Rechowot, Aszkelonu i Beer Szewy.